# (2085) Henan
(2085) Henan est un astéroïde de la ceinture principale.

## Description
(2085) Henan est un astéroïde de la ceinture principale. Il fut découvert le 20 décembre 1965 à Nanking par l'observatoire de la Montagne Pourpre. Il présente une orbite caractérisée par un demi-grand axe de 2,70 UA, une excentricité de 0,09 et une inclinaison de 3,8° par rapport à l'écliptique.

## Nom
L'astéroïde a été nommé d'après le Henan, province située dans le tronçon inférieur du Fleuve Jaune, berceau de la civilisation chinoise dans la Chine ancienne.

## Compléments